# Batman: Arkham VR
Batman: Arkham VR é um jogo em realidade virtual de ação e suspense desenvolvido pela Rocksteady Studios e publicado pela Warner Bros Interactive Entertainment para o PlayStation 4 e Microsoft Windows. Baseado nos quadrinhos da DC Comics do super-herói Batman, ele é uma parte da franquia Batman: Arkham e é o primeiro título que conta com o uso de realidade virtual, permitindo que aos jogadores uma imersão jamais vista no mundo do Batman. Arkham VR foi lançado mundialmente no dia 11 de outubro de 2016, para PlayStation 4 e em 25 de abril de 2017, para o Microsoft Windows.
Escrito por Ian Ball e Martin Lancaster, Arkham VR é parte da franquia baseada nos quadrinhos do personagem. O enredo do jogo se passa entre Batman: Arkham City de 2011 e Batman: Arkham Knight de 2015 e nos mergulha em uma investigação do Batman, onde ele busca saber o que aconteceu com seus aliados Asa Noturna e Robin.
O jogo é apresentado em uma perspectiva de primeira pessoa, com o foco nas habilidades e acessórios do Batman, e na exploração do ambiente para resolver os desafios apresentados pelo jogo.

## Jogabilidade
Batman: Arkham VR é um jogo de aventura em perspectiva de primeira pessoa usando óculos de realidade virtual como o PlayStation VR, HTC Vive, ou Oculus Rift e joysticks adicionais para ver e agir através dos olhos do personagem Batman. O jogador pode olhar o ambiente ao redor livremente e interagir com ele, e acessar a três gadgets do cinto de utilidades do Batman: o batarang, o arpéu — um gancho, e o scanner forense, que pode ser usado para examinar as provas e recriar cenas de crime. O jogador é capaz de se teleportar para determinados locais em todo o ambiente atual (com movimento, por vezes, representado pelo uso do arpéu), mas o personagem não pode caminhar livremente.
Ao contrário dos jogos anteriores da franquia, Arkham VR não apresenta nenhum combate e, em vez disso, concentra-se na resolução de puzzles e desafios para encontrar pistas que permitam o prosseguimento do enredo. Arkham VR também possui missões secundárias, incluindo 30 desafios do supervilão Charada que adiciona vários quebra-cabeças e ocultas itens para localizar após o fim do jogo principal, a prática de alvo com o batarang e visualização de perfis e modelos de vários personagens da franquia no Batcomputador.

## Sinopse

### Caracteres
Arkham VR apresenta um elenco de personagens dos quadrinhos do Batman. O personagem principal é o Batman (Kevin Conroy)—um super-herói treinado para o ápice físico e mental humanos e especialista em artes marciais. Ele é ajudado por seus aliados, Robin (Tom Austen), Asa Noturna, e seu fiel mordomo Alfred Pennyworth (Hugh Fraser). A cruzada de Batman contra o crime traz em conflito com o traficante de armas Pinguim (Ian Redford), o mutante Crocodilo (Steven Blum), e o Charada (Wally Wingert). O arqui-inimigo de Batman, o psicopata Coringa (Mark Hamill), aparece, após sua morte durante os eventos de Arkham City, depois de sucumbir a uma doença mortal causada pelo uso do TITAN, uma fórmula instável que transforma os homens em enlouquecido monstros. Arkham VR também possui a repórter Vicki Vale (Jules de Jongh), os pais do Batman, Thomas (Conroy) e Martha Wayne (Andrea Deck), e seu assassino Joe Chill (Glenn Wrage).

### Enredo
O bilionário Bruce Wayne é acordado por um alarme a partir de um pesadelo sobre o assassinato de seus pais. Ele é informado por seu mordomo, Alfred, que há uma situação urgente que requer a sua atenção. Ativando uma entrada secreta para a Batcaverna sob sua mansão, Wayne coloca a sua traje e pega seus acessórios para se tornar o Batman. Na Batcaverna, Alfred informa Batman, que tanto Robin e Asa Noturna desapareceram e que não conseguiu contactá-los. Batman ativa o localizador de Asa Noturna e localiza-o no Centro de Gotham. Saindo então no Batmóvel, Batman chega e encontra Asa Noturna morto em um beco. Sua investigação revela que, apesar de suas quase insuperáveis habilidades de luta, Asa Noturna foi derrotado e teve seu pescoço quebrado. Sua investigação revela ainda que um dos capangas do Pinguim testemunhou o assassinato, antes de fugir.
Batman sai então no Batwing para enfrentar Pinguim em seu clube Iceberg Lounge. Ele interroga o Pinguim e descobre que a testemunha foi morta por um misterioso assaltante antes que ele pudesse revelar a identidade do assassino. Batman então infiltra-se no necrotério de Gotham para examinar as vítimas da explosão, e é capaz de juntar fragmentos de explosivos para identificá-lo como pertencente a uma empresa de demolições trabalhando em um projeto de esgoto embaixo de Founders Island. Ao focar a sua pesquisa nesta área, o Batman consegue fazer contato com Robin, que avisa que ele está sendo usado como refém para atrair Batman para uma armadilha.
Batman segue pelos esgotos, ele ouve pronunciamentos do Coringa pelo comunicador. Batman encontra Robin em uma jaula, mas ao tentar libertá-lo, o próprio Batman é capturado. Robin nota pixações referentes ao Coringa na jaula, acreditando que seu captor está imitando o Coringa. Batman e Robin tentam fugir, mas eles são atacados pelo Crocodilo. Eles eletrificam as jaulas para evitar os seus ataques, mas depois de Robin escapa de sua gaiola, ele é esmagado contra o Batman por Crocodilo, antes de ser comido.
A tela fica escura e o Batman se encontra em um elevador descendo para as profundezas do Asilo Arkham. Enquanto Batman explora o local ele passa por uma série de celas e internos, interagindo com cada uma delas, sendo que o último revela ser o Coringa preso. Quando o Batman vira-se para sair, ele encontra-se preso dentro da cela do Coringa. A sala começa a mudar, exibindo rabiscos dizendo "assassino" e "HA" nas paredes, e é revelado que foi o Batman que assassinou o Asa Noturna, explodiu a testemunha, e atraiu Robin para a armadilha para matá-lo. Ele cometeu essas ações sob a influência do Coringa, que se infiltrou na mente e no corpo de Batman através de uma transfusão de seu sangue infectado antes de sua morte em Arkham City. Batman olha então no espelho e vê o Coringa como o seu reflexo, o seu arqui-inimigo anuncia que a dupla dinâmica está finalmente junta.
O jogo é apresentado como um sonho ou alucinação causada pelo sangue do Coringa: o som de um alarme pode ser periodicamente ouvido, e também Alfred tentando despertar o Batman, e Wayne ouvindo mensagens de correio de voz deixadas pelo falecido Coringa.

## Desenvolvimento
Em junho de 2016, na E3 de 2016, foi anunciado que a Rocksteady estava desenvolvendo Batman: Arkham VR para o PlayStation VR, sendo lançado em Outubro de 2016. O jogo deixa os jogadores utilizarem o lendário cinto de utilidades do Batman para desvendar uma conspiração que ameaça a vida de seus aliados mais próximos. Depois de um período de cinco meses de exclusividade para o PlayStation 4, o jogo foi lançado para o Oculus Rift e HTC Vive em 25 de abril de 2017. A Rocksteady deu uma pequena demonstração do enredo para Arkham VR no DLC "Crime Fighter Challenge Pack #6" de Arkham Knight, que permite aos jogadores explorar a mansão Wayne e interagir com um piano para revelar uma parede escondida, contendo referências a um assassinato, estilhaços de bomba e o Pinguim.

## Recepção
Batman: Arkham VR recebeu avaliações "mistas ou médias" da crítica, para a versão de PlayStation 4, de acordo com o agregador Metacritic.
Na Europa, foi o jogo mais vendido de PSVR de 2017.